# Aeroporto di Treviso-Istrana
L'aeroporto di Istrana, conosciuto anche con il nome di aeroporto di Treviso-Istrana, intitolato alla memoria del sottotenente pilota Vittorio Bragadin, è un aeroporto militare situato a circa 10 km a ovest di Treviso. L'aeroporto è gestito dall'Aeronautica Militare ed in base al Decreto ministeriale del 25 gennaio 2008 pubblicato sulla Gazzetta Ufficiale del 7 marzo 2008 l'aeroporto è classificato come MOB (Main Operating Base) del primo gruppo e come tale effettua esclusivamente attività militari, non essendo aperto al traffico commerciale. L'aeroporto è sede del 51º Stormo il cui reparto di volo è composto attualmente unicamente dal 132º Gruppo CBR (Caccia-Bombardieri Ricognitori) essendo, nei mesi di settembre e novembre del 2016, con la riorganizzazione in seno al 51º Stormo, il 103º Gruppo e il 101º Gruppo  collocati in “posizione quadro”. I tre gruppi erano ancora dotati dell'aereo da attacco al suolo italo-brasiliano AMX, dal 9 aprile 2020 il 132º Gruppo ha operato anche con caccia Eurofighter Typhoon, mantenendo 2 linee di volo in contemporanea. La base è tornata così ad essere, dopo 21 anni, parte della difesa aerea nazionale..
Questo fino al completamento del "phase out" (dismissione)  dell AMX  avvenuta con una Cerimonia il 5 Aprile 2024.

## Storia

Un gruppo di aeromobili Sopwith Camel del No. 45 Squadron RAF, allineati sull'aviosuperficie di Istrana (Dicembre 1917)

All'epoca della prima guerra mondiale, l'aeroporto era in uso già da diversi anni e la struttura rimase la stessa fino al secondo dopoguerra, quando si rese necessario un ampliamento dovuto alla guerra fredda. Il campo di aviazione Istrana della grande guerra non corrisponde a quello attuale. Gli austriaci lo conoscevano come campo di Trevignano perché era stato costruito al confine con questo comune, a nord di Istrana ed a est di Vedelago.
Dal 18 giugno 1916 è la prima base della 77ª Squadriglia aeroplani fino al mese di agosto. Dal 3 settembre 1916 era sede della 78ª Squadriglia Caccia fino al 10 agosto 1917 tornando il 9 novembre fino al 16 febbraio 1918. Dal 13 gennaio 1917 era la prima base della 79ª Squadriglia fino al 2 novembre. Dal 6 giugno 1917 era la sede della 91ª Squadriglia aeroplani da caccia fino al 2 luglio, dalla fine di ottobre 1917 della 112ª Squadriglia fino al 3 novembre e dal 3 novembre stesso sede della 22ª Squadriglia fino alla fine di febbraio 1918 e nuovamente da metà maggio e della 36ª Squadriglia fino alla fine di febbraio 1918. Dal 9 novembre 1917 era la base della 70ª Squadriglia caccia fino al 18 gennaio 1918 tornando il 14 marzo fino al 21 maggio e della 81ª Squadriglia aeroplani fino al 2 febbraio 1918. Dal 10 novembre 1917 era sede del VI Gruppo (poi 6º Gruppo caccia) fino al 2 febbraio 1918, della 82ª Squadriglia fino al 9 gennaio 1918, dal 3 dicembre 1917 della No. 34 Squadron RAF fino a marzo 1918 ed ancora dal 14 marzo al 21 maggio e della 76ª Squadriglia caccia fino al 2 febbraio 1918. Alla fine di marzo 1918 arriva anche il X Gruppo (poi 10º Gruppo) fino alla primavera quando va a Gazzo, la 114ª Squadriglia fino al 6 febbraio 1919 e la 118ª Squadriglia fino alla fine del 1919. Dal 25 maggio 1918 vi era di stanza la 23ª Squadriglia. Divenne noto per la Battaglia di Istrana.
A causa della sua posizione strategicamente importante nel nord-est dell'Italia, nel 1952 il governo italiano e l'esercito ricorsero a misure drastiche per consentire la costruzione dell'attuale campo d'aviazione, procedendo a molti espropri terrieri, che causarono il trasferimento forzato di circa 100 contadini con le loro famiglie.
L'odierno aeroporto venne ufficialmente inaugurato il 20 giugno 1954, alla presenza del presidente della Repubblica Luigi Einaudi. In realtà la struttura era in uso già dal 19 febbraio precedente, quando cominciò il graduale trasferimento del 51º Stormo, in precedenza dislocato tra le basi di Aviano e Treviso-Sant'Angelo. L'odierno aeroporto è stato sede della Pattuglia Acrobatica del 51º Stormo di Istrana denominata "TIGRI BIANCHE" (capitanate dal Ten. Di Lollo e i suoi 4 gregari Ten. Pisano, il "Pellerossa" m.llo Balasso, il "Vikingo" Serg. Malaspina, e il "ciarnin" serg. Rossini, che dal 1955/56 rappresentò l'Italia nelle manifestazioni aeree post-guerra): in tale aeroporto, le "Tigri Bianche" si addestrarono e prepararono la figura storica della "bomba" con apertura in picchiata dall'alto verso il basso e relativo incrocio, che venne presentata per la prima volta al mondo l'11 settembre 1955 alla manifestazione aerea a Tours, in Francia.
Il 21 novembre 1981, presso l'aeroporto di Istrana, i pilota di Formula 1 Gilles Villeneuve, Bruno Giacomelli, Nelson Piquet e Riccardo Patrese furono protagonisti di una singolare sfida di accelerazione su chilometro da fermo contro dei caccia F-104 Starfighter del 51º Stormo dell'Aeronautica Militare italiana, davanti a centomila spettatori accorsi all'invito dello Stato Maggiore dell'Aeronautica. La Ferrari 126 CK di Villeneuve, priva degli alettoni per permettere una maggiore velocità, ottenne il tempo migliore; solo Patrese non riuscì a battere l'F104.
Tra il 1995 e il 1999 diversi aerei militari italiani e francesi son partiti da Istrana per sostenere le missioni internazionali nella ex Jugoslavia.